# Timonel

El timonel es la persona encargada de gobernar la dirección de una embarcación. Esto se hace mediante la acción sobre un timón, que dependiendo del tipo de embarcación puede ser de muchos tipos y funcionar de diferentes formas. A menudo se suele confundir al timonel con el capitán, (es un error muy extendido).

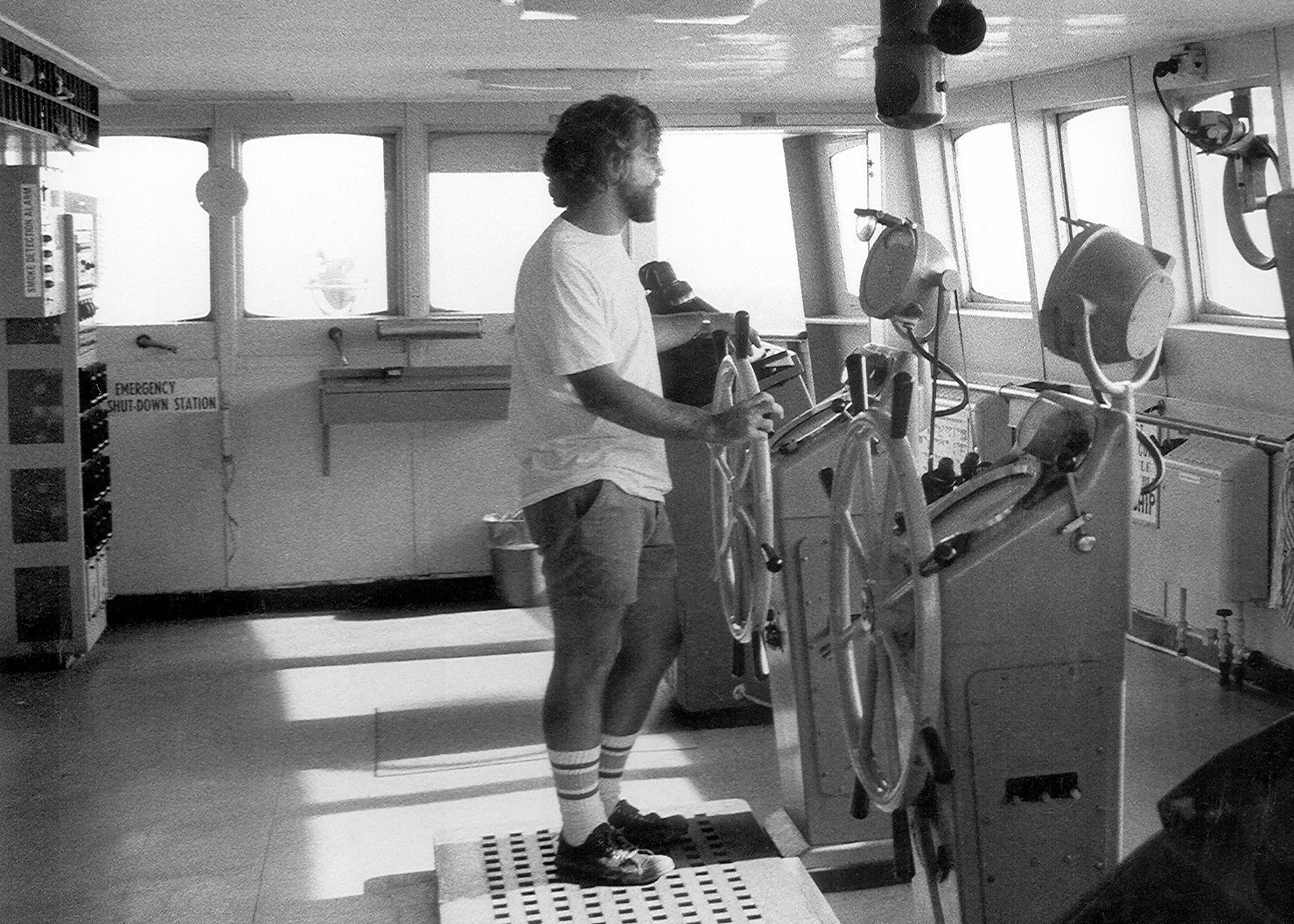
Timonel en el puente de mando de un buque

## El timonel en el remo
En el deporte del remo, el timonel es la persona encargada de llevar la dirección de la embarcación de forma adecuada, encargándose de efectuar las curvas necesarias, y en algunas modalidades, de dirigir y organizar las ciabogas (vueltas de 180° sobre una boya para cambiar el sentido de la marcha) donde cobra mucha importancia la buena actuación del timonel.
- Datos: Q2309900
- Multimedia: Helmsmen / Q2309900